# Катеринівська сільська рада (Бердичівський район)
Катеринівська сільська рада — колишня адміністративно-територіальна одиниця та орган місцевого самоврядування у Бердичівському районі й Бердичівській міській раді Бердичівської округи, Вінницької та Житомирської областей Української РСР з адміністративним центром у селі Катеринівка.

## Населені пункти
Сільській раді на час ліквідації були підпорядковані населені пункти:
- с. Агатівка
- с. Катеринівка
- с. Осикове

## Історія та адміністративний устрій
Створена 4 вересня 1928 року в складі сіл Катеринівка Швайківської сільської ради та Агатівка Гальчинецької сільської ради Бердичівського району Бердичівської округи. 15 вересня 1930 року, відповідно до постанови ВУЦВК та РНК УСРР «Про ліквідацію округ та перехід на двоступеневу систему управління», внаслідок ліквідації Бердичівського району, сільську раду передано в підпорядкування Бердичівської міської ради. 28 червня 1939 року, відповідно до указу Президії Верховної ради Української РСР «Про утворення Бердичівського сільського району Житомирської області», сільську раду включено до складу відновленого Бердичівського району Житомирської області.
Станом на 1 вересня 1946 року сільська рада входила до складу Бердичівського району Житомирської області, на обліку в раді перебували села Агатівка та Катеринівка.
11 серпня 1954 року, внаслідок виконання указу Президії Верховної ради УРСР «Про укрупнення сільських рад по Житомирській області», до складу ради приєднано с. Осикове та хутір Борисівка ліквідованої Осиківської сільської ради Бердичівського району. 27 червня 1969 року, відповідно до рішення Житомирського облвиконкому № 313 «Про зміни в адміністративно-територіальному поділі», х. Борисівка приєднаний до с. Осикове.
На 1 січня 1972 року сільська рада входила до складу Бердичівського району Житомирської області, на обліку в раді перебували села Агатівка, Катеринівка та Осикове.
12 серпня 1974 року, відповідно до рішення Житомирського облвиконкому № 342 «Про зміни в адміністративно-територіальному поділі окремих районів області в зв'язку з укрупненням колгоспів», адміністративний центр ради перенесено до с. Осикове, з перейменуванням її на Осиківську та підпорядкуванням сіл Агатівка і Осикове, с. Катеринівка передане до складу Швайківської сільської ради Бердичівського району Житомирської області.